# 1991 GC1
1991 GC1 är en asteroid i huvudbältet som upptäcktes den 10 april 1991 av den amerikanska astronomen Eleanor F. Helin vid Palomarobservatoriet.
Asteroiden har en diameter på ungefär 9 kilometer.